# هیوندای کورپوریشن
هیوندای کورپوریشن (به انگلیسی: Hyundai Corporation) شرکت بازرگانی کره‌ای است، که در زمینه تجارت و مبادلات فلزات و فولاد، ماشین‌آلات صنعتی و تجهیزات کارخانجات، خودرو و ماشین‌آلات ساخت‌وساز، کشتی و شناور، سامانه‌های ترابری ریلی، مواد شیمیایی و تجهیزات الکتریکی، همچنین در زمینه سرمایه‌گذاری در توسعه و استخراج معادن، پروژه‌های نفت‌ و گاز و نیز سرمایه‌گذاری خارجی فعالیت می‌کند. 
هیوندای کورپوریشن در سال ۱۹۷۶ توسط چانگ مونگ-هیوک به‌عنوان زیرمجموعه‌ای از گروه هیوندای تأسیس شد و هم‌اکنون با در اختیار داشتن شبکه‌ای از ۴۰ دفتر فروش در سراسر جهان، بزرگترین شرکت بازرگانی کره جنوبی به‌شمار می‌آید.
دفتر مرکزی این شرکت در شهر سئول قرار دارد و بخشی از سهام آن در بازار بورس کره معامله می‌شود. کی‌سی‌سی کورپوریشن با ۱۲٪ و صنایع سنگین هیوندای با در اختیار داشتن ۲۲٫۳۶٪ از سهام هیوندای کورپوریشن، بزرگترین سهام‌داران آن می‌باشند.